# The Commitments (roman)
The Commitments is de debuutroman van de Ierse schrijver Roddy Doyle uit 1987. Het gaat over een groep arme jongeren uit Dublin die een soulband willen beginnen.
In 1991 werd het verhaal als The Commitments verfilmd door Alan Parker. Onder andere Robert Arkins, Michael Aherne, Bronagh Gallagher, Maria Doyle Kennedy, Glen Hansard en Angeline Ball speelden hierin. The Corrs spelen ook een klein rolletje. Andrea Corr speelt de zus van Jimmy Rabbitte namelijk Sharon Rabbitte.